# Altar de Sacrificios

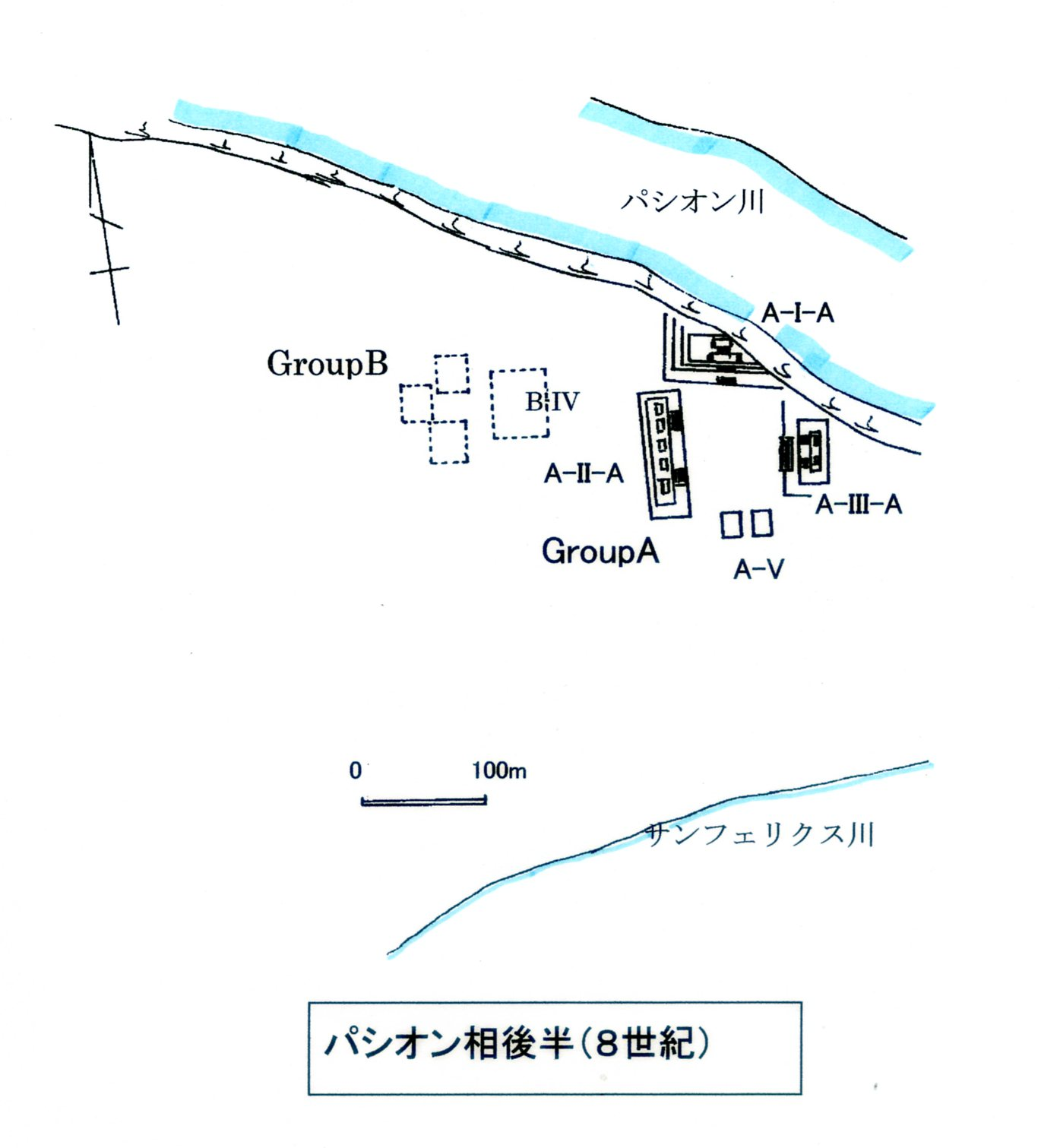
Schemat miasta z oznaczonymi Grupami A i B w późnym okresie klasycznym

Altar de Sacrificios – prekolumbijskie stanowisko archeologiczne położone w zachodniej części departamentu Petén w Gwatemali między rzekami Pasión i Salinas.

## Opis
Miasto znajduje się około 80 kilometrów na południe od majańskiego miasta Yaxchilán i około 60 kilometrów na zachód od miasta Seibal. Położone jest na małej wyspie znajdującej się na okresowych bagnach ciągnących się wzdłuż południowego brzegu rzeki Pasión.
Stanowisko składa się z trzech grup architektonicznych A, B i C. Grupa A obejmuje obszar około 400 x 400 metrów i koncentruje się wokół dwóch placów (północnego i południowego), które otoczone są kompleksem pałacowym oraz 25 budynkami różnego przeznaczenia. Znajduje się tam również jedenaście stel oraz dwadzieścia dziewięć innych zabytków pokrytych inskrypcjami, z których większość jest zbyt mocno zerodowana, by można było je odczytać. Te które są nadal czytelne datowane są na okres od 455 do 849 roku n.e.
Grupa B położona jest na zachód od Grupy A. Znajduje się tam piramida schodkowa (Struktura B-1) datowana na okres wczesnego klasycyzmu. Mierzy 13 metrów wysokości i zawiera 6 stel z inskrypcjami, w tym tzw. Stelę 10 z najwcześniejszą odkrytą datą (28 sierpnia 455 r.).
Grupa C to niewielka, nieregularna grupa znajdująca się na południe od Grupy B. Zawiera dwa ołtarze wykonane z piaskowca, nie odnaleziono natomiast żadnych zabytków z inskrypcjami. Ulokowana jest tam tzw. Struktura C-1 typu pałacowego.

## Historia
Badania archeologiczne ujawniły, że jest to jedna z najwcześniejszych osad jakie powstały na nizinach Majów. Założona została przed Tikál i innymi miastami w położonymi w centralnej części niziny Petén, prawdopodobnie przez lud Mixe-Zoque. Przypuszczalnie miało to miejsce na początku średniego okresu preklasycznego, około 800 r. p.n.e.
Początkowo domy wznoszono na poziomie gruntu z nietrwałych materiałów. Zmieniło się to między 600 a 300 r. p.n.e., kiedy to zaczęto budować konstrukcje na kamiennych platformach. W późniejszym okresie preklasycznym osada została zasiedlona przez Majów. Między 300 r. p.n.e. a 150 r. n.e. wzniesiono pierwszą piramidę (Struktura B-1). Również z tego okresu odnaleziono w pochówkach jadeitowe i obsydianowe przedmioty.
W okresie klasycznym między 150 a 550 r. n.e. w pochówkach zaczęły pojawiać się przedmioty wykonane z morskich zwierząt, takie jak kolce płaszczki czy muszle, a Struktura B-1 osiągnęła swoją ostateczną formę. W tym czasie wznoszono liczne stele z inskrypcjami i rzeźbione ołtarze.
W drugiej połowie VI wieku liczba nowych inskrypcji zmalała, a rozwój budowli skupił się na Grupie A, co przypuszczalnie było wynikiem spadku liczby ludności. Na początku VII wieku zaczęły powstawać nowe stele charakteryzujące się rzeźbionymi portretami i długimi tekstami glificznymi. Natomiast w drugiej połowie tego stulecia miasto osiągnęło szczyt rozwoju. Wzniesiono liczne pomniki, zbudowano boisko do gry w piłkę, a nowe i stare budynki są pokryto wapieniem.
W VIII i IX wieku populacja zaczęła spadać. Badania sugerują, że w tym czasie do miasta zaczęły napływać majańskie plemiona Putún znad Zatoki Meksykańskiej, które zdominowały szlaki handlowe na pobliskiej rzece Usumacinta. Jednakże wraz z upadkiem głównych miast w dorzeczu rzeki handel uległ załamaniu, a okoliczne miasta, w tym Altar de Sacrificios, popadły w stagnację. Miasto zostało ostatecznie opuszczone około 950 roku, gdyż po tej dacie nie odnaleziono zbyt wielu śladów ludzkiej obecności.

### Odkrycie
Stanowisko zostało odkryte 11 lipca 1895 roku przez badacza Teoberto Malera, który ponownie odwiedził je 23 czerwca 1904 roku w ramach misji eksploracyjnej z ramienia Peabody Museum of Archaeology and Ethnology. Nazwał je Altar de Sacrificios, ponieważ uważał, że tzw. Stela 1, którą odkrył służyła do składania ofiar.